# Port-Vendres
Port-Vendres (in catalano Portvendres) è un comune francese di 4 365 abitanti situato nel dipartimento dei Pirenei Orientali nella regione dell'Occitania. Cuore della Côte vermeille, che si estende fra Argelès-sur-Mer e la frontiera spagnola, la cittadina, importante porto commerciale fino agli anni sessanta, è oggi una frequentata stazione balneare.

## Società

### Evoluzione demografica
Abitanti censiti

## L'obelisco
Si tratta di una torre piramidale in marmo dei Pirenei, risalente al 1780. È alto trentatré metri e porta sulla sommità un globo sormontato da un giglio di Francia.

## Il faro di Cap Béar

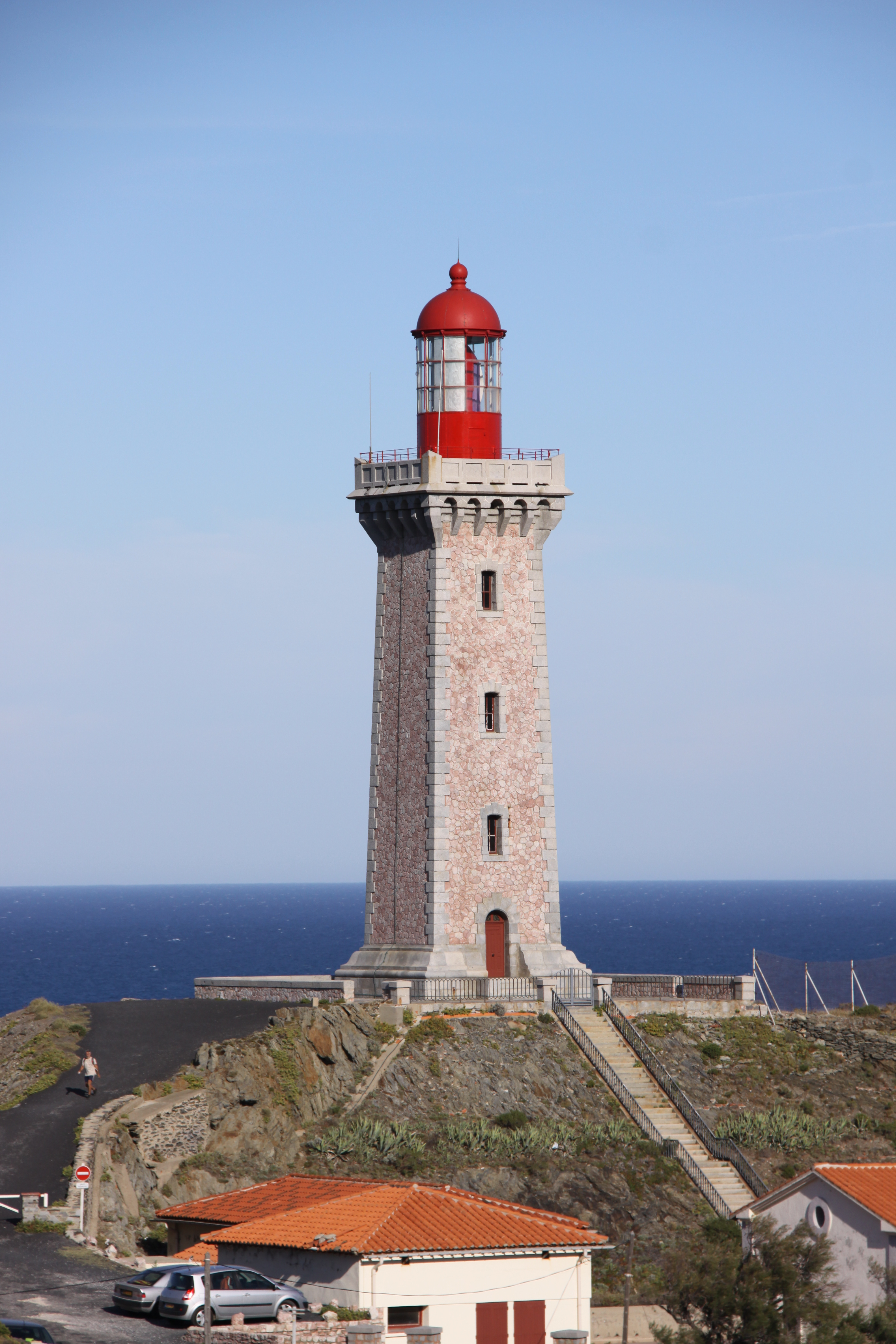
Il faro di Cap Béar a Port Vendre

Il faro di Cap Béar è sito sull'omonimo monte, nel territorio comunale di Port Vendre.

### Storia
Nel 1836 venne eretto un primo faro. Si trattava di una piccola torre cilindrica su un basamento di 9 m di altezza, con una luce bianca fissa. Esso si elevava a 23 m s.l.m. Nel 1905 venne abbandonato poiché era troppo spesso avvolto dalle nubi. Un secondo faro lo sostituì a livello del mare: esso era munito di luci bianche lampeggianti ogni 20 secondi.

### Il faro attuale
Nella parte inferiore si trovano gli alloggi dei guardiani e i fabbricati di servizio.
All'interno la decorazione è accurata : muri color blu opalino, scale di marmo rosso e corrimani in rame.
Il faro è automatizzato, telecontrollato e non presidiato. Esso è dotato di una stazione GPS differenziale.
È oggetto d'iscrizione a titolo di monumento storico dal 12 ottobre 2011.